# Friedrich Moritz Hoffmann (Richter)
Friedrich Moritz Hoffmann (* 20. Juni 1818 in Breslau; † 3. Januar 1882) war ein deutscher Reichsgerichtsrat und Richter am Reichsoberhandelsgericht.

## Leben
Er wurde promoviert. 1839 wurde er auf den preußischen Landesherrn vereidigt und wurde Auskultator. 1848 wurde er etatmäßiger Assessor bzw. Gerichtsassessor und im nächsten Jahr schickte man ihn als Staatsanwalt an das Kreisgericht Glatz/Habelschwerdt. 1859 ernannte man ihn zum Appellationsgerichtsrat in Köslin, 1869 wurde er zum Obertribunalsrat befördert. 1870 kam er an das Reichsoberhandelsgericht. 1872 wurde ihm die Ehrendoktorwürde der Universität Leipzig verliehen. 1879 trat er in den I. Zivilsenat des Reichsgerichts über. Ein halbes Jahr später wechselte er in den II. Hilfssenat und kam schließlich in den II. Strafsenat, dem er bis zu seinem Tod 1882 angehörte. Seine Tochter Margarethe heiratete 1880 den
Assyriologen Friedrich Delitzsch.

## Belege
1. ↑  Formulierung nach Lobe
2. ↑  Formulierung nach Acta Borussica
3. ↑  Verzeichnis der Ehrenpromotionen. Archiv der Universität Leipzig, archiviert vom Original (nicht mehr online verfügbar) am 19. Oktober 2020; abgerufen am 25. Oktober 2020 (Ordnung nach Graduierungsjahr).
4. ↑  Enno Littmann: Delitzsch, Friedrich. In: Neue Deutsche Biographie (NDB). Band 3, Duncker & Humblot, Berlin 1957, ISBN 3-428-00184-2, S. 582 (Digitalisat).

| Personendaten    | Personendaten                                                       |
| ---------------- | ------------------------------------------------------------------- |
| NAME             | Hoffmann, Friedrich Moritz                                          |
| KURZBESCHREIBUNG | deutscher Reichsgerichtsrat und Richter am Reichsoberhandelsgericht |
| GEBURTSDATUM     | 20. Juni 1818                                                       |
| GEBURTSORT       | Breslau                                                             |
| STERBEDATUM      | 3. Januar 1882                                                      |